# Maytenus addat
Espèce
Classification phylogénétique
Maytenus addat est une espèce de plantes à fleurs du genre Maytenus appartenant à la famille des Celastraceae. C'est un arbre endémique de l'Éthiopie. 

## Distribution
L'espèce est native des hauts plateaux éthiopiens, où elle croît naturellement, en particulier en lisière de forêt. 